# Annie Cotton
Annie Cotton (ur. 13 lipca 1975 w Laval) – kanadyjska piosenkarka i aktorka, reprezentantka Szwajcarii w 38. Konkursie Piosenki Eurowizji w 1993 roku.

## Kariera muzyczna
W latach 1991–2000 Annie Cotton wcielała się w rolę Véronique Charest w kanadyjskim serialu Watatatow.
W lutym 1993 roku piosenkarka wygrała finał krajowych eliminacji eurowizyjnych z utworem „Moi, tout simplement”, dzięki czemu została wybrana na reprezentantkę Szwajcarii w 42. Konkursie Piosenki Eurowizji organizowanym w Millstreet. 15 maja wystąpiła w finale widowiska i zajęła z nim ostatecznie trzecie miejsce ze 148 punktami na koncie, w tym m.in. z maksymalnymi notami 12 punktów z Francji, Niemiec i Luksemburga. W tym samym roku ukazała się jej debiutancka płyta studyjna zatytułowana Moi, tout simplement.
25 stycznia 2007 roku zagrała gościnnie rolę Annie Cloutier w serialu Virginie. W 2012 roku pojawiła się gościnnie w serialu Lance et compte: La déchirure.

## Dyskografia

### Albumy studyjne
- Moi, tout simplement (1993)